# Oberwillingen
Oberwillingen is een  dorp in de Duitse gemeente Stadtilm in het Ilm-Kreis in Thüringen. Het dorp wordt voor het eerst vermeld in een oorkonde uit 1429. 

## Geschiedenis
Het dorp werd in 1950 bij de gemeente Niederwillingen gevoegd. In 1996 ging deze op in de toen gevormde gemeente Ilmtal, die op 6 juli 2018 opging in de gemeente Stadtilm.